# IZ Волос Вероники
IZ Волос Вероники (лат. IZ Comae Berenices), HD 109118 — тройная звезда в созвездии Волос Вероники на расстоянии приблизительно 969 световых лет (около 297 парсек) от Солнца. Видимая звёздная величина звезды — от +8,8m до +8,66m.

## Характеристики
Первый компонент — оранжевый гигант, пульсирующая медленная неправильная переменная звезда (LB:) спектрального класса K2II-III, или K2, или K5. Масса — около 1,343 солнечной, радиус — около 14,23 солнечного, светимость — около 50,515 солнечной. Эффективная температура — около 4369 K.
Второй компонент. Орбитальный период — около 44 суток*.
Третий компонент — коричневый карлик. Масса — около 30,81 юпитерианской. Удалён в среднем на 1,65 а.е..